# 김종률 (음악가)
김종률(1958년 3월 ~ )은 대한민국의 민중가요 작곡가이자 싱어송라이터이다. 〈임을 위한 행진곡〉의 작곡가로 잘 알려져 있다.

## 생애
김종률은 1958년 3월 전라남도 강진군에서 태어났다. 광주제일고등학교와 전남대학교 경영학과를 졸업했다.
전남대학교 재학 중이던 1979년 〈소나기〉로 제2회 전일방송 대학가요제에 참가하여 대상을 받았다. 또 같은 해에 자작곡 〈영랑과 강진〉으로 정권수, 박미희와 함께 제3회 MBC 대학가요제에 참가하여 은상을 수상했다.
1982년 창작 노래극(뮤지컬) 《넋풀이 - 빛의 결혼식》 제작에 참여하여 그 삽입곡 중 하나로 〈임을 위한 행진곡〉을 작곡하였다.
전남대학교 졸업 이후 대홍기획 광고기획 업무를 담당하였다. 이후 BMG Korea 및 Sony Music Korea 대표이사를 역임하였으며, 광주문화재단 사무처장(2014년 ~ 2018년)과 세종문화재단 대표이사(2020년~2024년)를 역임하였다.

## 가족 관계
婦 김명숙
- 장남 : 김민우, 婦 김효진, 장녀 김조이
- 차남 : 김승우